# Le Crime d'Halloween
La Fête du potiron
Pour les articles homonymes, voir Le Crime d’Halloween (homonymie).
Le Crime d'Halloween (titre original : Hallowe'en Party) est un roman policier d'Agatha Christie publié en novembre 1969 au Royaume-Uni, mettant en scène Hercule Poirot et son amie auteure Ariadne Oliver. Il est publié la même année aux États-Unis, et deux ans plus tard, en 1971, en France sous le titre initial La Fête du potiron.
Ce roman est réédité en 1999 sous son nouveau titre Le Crime d'Halloween, dans le cadre de la collection « Les Intégrales du Masque ».
Avec son adaptation très libre en film sortie en 2023 et intitulée Mystère à Venise en français (A Haunting in Venice en version originale), il existe également des éditions francophones du livre utilisant l'affiche du film comme couverture et ayant également adopté le titre Mystère à Venise, sous-titré "également disponible sous le titre Le Crime d'Halloween" - bien que l'intrigue du roman ne se passe pas à Venise ni même en Italie.

## Résumé
Mrs Drake a organisé chez elle une soirée pour Halloween. Les enfants participent aux préparatifs, avec l'aide d'Ariadne Oliver. Une fillette à la langue bien pendue, Joyce, se vante devant Mrs Oliver d'avoir assisté à un vrai meurtre. Tout le monde lui rit au nez, Joyce ayant la réputation de mentir pour se rendre intéressante. La fête est une réussite, mais, après le départ des invités, on découvre le cadavre de Joyce dans la bibliothèque. Mrs Oliver fait alors appel aux services de son ami, Hercule Poirot.

## Personnages
- Hercule Poirot, détective belge
- Ariadne Oliver, auteur de romans policiers
- Michael Garfield, artiste-jardinier
- Judith Butler, amie d'Ariadne Oliver
- Miranda Butler, la fille de Judith
- Joyce Reynolds, une fille de 13 ans qui assistait à la fête d'Halloween
- Léopold Reynolds, frère de Joyce
- Ann Reynolds, la grande sœur de Joyce et de Leopold
- Olga Seminov, une fille au pair de Herzegovina
- Rowena Arabella Drake, belle et riche veuve, nièce de Mme Llewellyn-Smythe
- Mrs Llewellyn-Smythe, veuve fortunée qui est décédée deux ans avant le début du roman
- Miss Emlyn, directrice de l'école
- Elizabeth Whittaker, enseignante
- Spence, commissaire à la retraite de Scotland Yard et ami de Poirot
- Elspeth McKay, la sœur de Spence
- Desmond Holland, bon élève
- Nicholas Ransome, bon élève
- Mme Goodbody, sorcière du village

## Éditions
- (en) Hallowe'en Party, Londres, Collins Crime Club, 1969, 256 p.
- (en) Hallowe'en Party, New York, Dodd, Mead and Company, 1969, 248 p.
- La Fête du potiron (trad. Claire Durivaux), Paris, Librairie des Champs-Élysées, coll. « Le Masque » (no 1151), 1971, 255 p. (BNF 35145720)
- Le Crime d'Halloween (trad. de l'anglais par Janine Lévy), Paris, Librairie des Champs-Élysées, coll. « Le Masque » (no 1151), 1998, 282 p. (ISBN 2-7024-7881-6, BNF 36713095)
- Le Crime d'Halloween (trad. Janine Lévy), dans : L'Intégrale : Agatha Christie (trad. de l'anglais), t. 12 : Les années 1965-1970, Paris, Librairie des Champs-Élysées, coll. « Les Intégrales du Masque », 1999, 1272 p. (ISBN 2-7024-2497-X, BNF 37035425)

### Traductions
Dans la version originale du roman, au chapitre 15 se trouve l'unique occurrence du mot "lesbian" parmi la totalité de l’œuvre de l'auteure.
Ce qualificatif n'apparaît cependant pas dans la première traduction de 1971 réalisée par Claire Durivaux, mais est bien présent en 1998 dans une nouvelle traduction effectuée par Janine Lévy.

## Adaptations
- 2006 : Hallowe'en Party, feuilleton radiophonique de BBC Radio 4, avec John Moffatt donnant sa voix à Hercule Poirot ;
- 2007 : Le Crime d'Halloween, bande dessinée française de Chandre (scénario et dessin) publiée dans la collection Agatha Christie ;
- 2010 : Le Crime d'Halloween (Hallowe'en Party), téléfilm de la série britannique Hercule Poirot d'ITV (épisode 12.03), avec David Suchet dans le rôle du détective belge et Zoë Wanamaker celui de Mrs Oliver ;
- 2013 : Meurtre à la kermesse, téléfilm de la série française Les Petits Meurtres d'Agatha Christie de France 2 (épisode 2.05). Les personnages de Poirot et Oliver y sont absents, remplacés par le duo Laurence-Avril joués par Samuel Labarthe et Blandine Bellavoir.
- 2023 : Mystère à Venise (A Haunting in Venice), film de et avec Kenneth Branagh dans le rôle d'Hercule Poirot, troisième volet de sa saga Hercule Poirot après Le Crime de l'Orient-Express (2017) et Mort sur le Nil (2022).